# 第71空挺旅団 (ギリシャ軍)
第71空挺旅団（だい71くうていりょだん、英:71st Airborne Brigade）または第71空挺歩兵旅団（だい71くうていほへいりょだん、英:71st Airborne Infantry Brigade、ギリシャ語:71 A/M ΤAΞ - 71η Αερομεταφερόμενη Ταξιαρχία Πεζικού）は、ギリシャ陸軍の空挺部隊である。ネアサンタに司令部を置き、ヘリボーンを任務とする。

## 歴史
第2次世界大戦中のブルガリア国境で1940年10月にドラマ県に第71歩兵連隊が創設された。1941年のドイツ軍侵攻により、連隊はパラネスティに基地を設置すると、ドイツ軍に対して多く抵抗した。ドイツ軍に占領されたとき、連隊は解隊された。1945年4月に改編された後、ギリシャは解放された。
1989年8月にキルキスのネアサンタに移転し、第1歩兵師団隷下となった。1995年に空挺旅団として再編され第2軍団の即応部隊となった。
第71空挺歩兵旅団は欧州連合戦闘群バルカン戦闘群の構成部隊であり、ギリシャ、ブルガリア、ルーマニア、キプロス、スロベニアで構成される。旅団もまたNATO即応部隊の一部である。

## 組織
- 司令部中隊
- 第595空挺歩兵大隊
- 第596空挺歩兵大隊
- 第601空挺歩兵大隊
- 第116空挺砲兵大隊
- 第71工兵中隊
- 第71軽防空中隊
- 第71通信中隊
- 第71支援大隊